# 729
729 је била проста година.

## Догађаји
- Википедија:Непознат датум — Битка код Равене: Византијске трупе под Евтихијом, егзархом Равене, поражене су од италијанске силе, коју је подигао папа Гргур II, у супротности са иконоборством.
- Савез између војводе Еудеса од Аквитаније и Мунузе, маварског гувернера Сердање, учвршћен је браком са Еудесовом ванбрачном ћерком Лампегијом.
- У Данској је завршена изградња канала Канхаве преко острва Самсо. Иако је канал дугачак само око 500 метара, то је један од највећих инжењерских пројеката предузетих у Данској током раног средњег века.
- Краљ Озрик од Нортумбрије именује Кеолвулфа, Коенредовог даљег рођака и брата, за свог наследника. Након Осрикове смрти, Кеолвулф преузима трон.
- Битка код Бајканда: Омајадски Арапи за длаку избегавају катастрофу када их Тургеш одсече од воде и пробијају се да стигну до Бухаре у Трансоксијани.
- Опсада Камарје: Мали арапски гарнизон брани тврђаву Камарју од Тургеша 58 дана, завршавајући се преговарачким повлачењем у Самарканд.
- Кинески штапићи за јело се уводе у наредних 20 година у Јапану, где су људи до сада користили једноделне клешта. Јапанци их зову хаши.